# 1620 w polityce

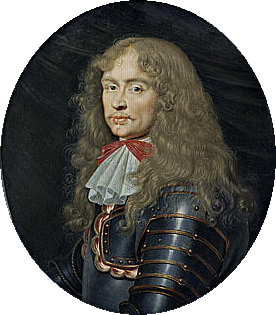
Bogusław Radziwiłł

Wydarzenia polityczne w 1620 roku.

## Wydarzenia
- 3 lipca - układ w Ulm pomiędzy Unią Protestancką i Ligą Katolicką: wobec konfliktu czesko-habsburskiego przeciwstawne sojusze gwarantują sobie wzajemnie zachowanie neutralności na terenie Rzeszy[1].
- Bitwa pod Cecorą. Klęska wojsk polskich w walce z Turkami[2].
- 8 listopada – Bitwa na Białej Górze[3]. W jej wyniku Czechy tracą niezależność[4]. Następuje rekatolicyzacja i germanizacja kraju.

## Urodzili się
- 3 maja – Bogusław Radziwiłł, litewski książę[5].

## Zmarli
- 7 października – Stanisław Żółkiewski ginie w walce z Turkami[6].